# Свободная зона (саентология)
Свободная зона (сокр. СЗ, англ. Free Zone, также независимые саентологи) — реформаторское течение саентологии,

обособленное от Церкви саентологии (ЦС) и состоящее из независимых друг от друга движений, групп и отдельных людей, исповедующих и практикующих саентологию
 в изначальном виде (как она изложена основателем Роном Хаббардом) или с модификациями, предложенными его последователями.

Свободная зона неоднородна по своим воззрениям — её участников объединяет желание практиковать саентологию свободно, без неприемлемых ограничений. В частности, члены СЗ отделяют себя от Церкви саентологии, усматривая в ней искажение изначального духа и методов философии Хаббарда.
Многие основатели групп СЗ обучались в Церкви саентологии, но затем покинули её — поэтому ряд лидеров СЗ

 и некоторые наблюдатели
 рассматривают Свободную зону в рамках саентологии как аналог протестантизма
в христианстве.
Церковь саентологии, в свою очередь, не признаёт принадлежности Свободной зоны к саентологии.

## Происхождение термина
Первой группой, использовавшей термин «Свободная зона», стала организация, основанная Биллом Робертсоном в 1982 г. и ныне известная как «Организации Рона». Термин употреблён в изложенном Робертсоном «Декрете Свободной зоны» — по его словам, это официальный Декрет «Великого Галактического Совета», находящегося в Секторе 0, переданный через «Материнский Корабль Сектора 9» (от англ. MotherShip — корабль являющийся местом базирования кораблей средней и малой дальности действия. Материнский Корабль может перемещаться в другие Галактики):

1. Планета, известная как Тиджиэк — на местном диалекте «Земля» или Терра — Солнце 12, Сектор 9, настоящим провозглашается Свободной зоной.

2. Недопустимо никакое политическое вмешательство в её дела со стороны любой другой части Сектора или Галактики.

3. Недопустимо никакое экономическое вмешательство в её дела со стороны любых внепланетных ведомств или сил.

4. Все её обитатели настоящим провозглашаются гражданами Свободной зоны, свободными от внешнего политического и экономического вмешательства.
Оригинальный текст (англ.)
1. The planet known as Teegeeack — local dialect "Earth" or Terra — Sun 12, Sector 9, is hereby declared a Free Zone.

2. No political interference in its affairs from any other part of the Sector or Galaxy will be tolerated.

3. No economic interference in its affairs will be tolerated from any non-planetary agency or power.

4. All of its inhabitants are hereby declared Free Zone Citizens and free of external political or economic interference.

## История
Свободная зона образовалась в результате раскола

в Церкви саентологии в 1982—1983 годах. После прихода к власти нового руководства во главе с Дэвидом Мицкевичем значительное число саентологов, работавших вместе с основателем саентологии Л. Роном Хаббардом или занимавших значимое положение в организации, были объявлены новым руководством подавляющими личностями (Suppressive Person — в саентологии это примерный аналог отлучения от церкви) или покинули ЦС по собственной инициативе.
По оценке Джона Атака (Jon Atack), сделанной в книге «Кусочек синего неба: разоблачение саентологии, дианетики и Л. Рона Хаббарда» на основе материалов издаваемого Церковью журнала Impact, Международная ассоциация саентологов ЦС в ходе раскола потеряла не менее половины своих членов.
Одними из основателей Свободной зоны стали Билл Робертсон и Дэвид Мэйо (в конце 1970-х — высокопоставленные сотрудники ЦС
).
В числе участников СЗ был Джон Галуша, выступавший наряду с Хаббардом в 1953 г. одним из соучредителей первой Церкви саентологии.

### Свободная Зона в России и странах СНГ
- В 1996 г. среди части последователей Церкви саентологии сложилась неудовлетворённость положением дел, в частности из-за задержки c выпуском русских переводов и предоставлением «Моста к полной свободе». На тот момент из книг в ЦС были изданы только «Дианетика» и «Проблемы работы», а из услуг предоставлялся только одитинг по книге «Дианетика» и вводные курсы по улучшению жизни (предваряющие Мост).[25]
- Декабрь 1996 г. — российским саентологам стало известно о существовании Свободной зоны Европы.
- Январь 1997 г. — Москву посетили Бернд Любек (президент Ассоциации Свободная зона) и Отфрид Крумфольц (секретарь Всемирного комитета ОТ), которые встретились с группой интересующихся.
- Июнь 1997 г. — группа саентологов в Москве начала проходить курс «Компетентный саентолог Хаббарда» (первый курс на Мосту). В августе 1997 г. О. Крумфольц и Макс Хаури (председатель Комитета организаций Рона) приняли практическую часть курса. С тех пор они (а впоследствии также Эрика Хаури) дважды в год проводили учебные лагеря в России и СНГ.[26]
- 1999 г. — в одном из таких лагерей в Одессе началось предоставление уровней OT.
- Октябрь 2005 г. — в России впервые прошла Международная конвенция организаций Рона.[27]
- 2007 г. — первые саентологи из СНГ полностью завершили Мост организаций Рона (до уровня OT 48).[28]
- Ноябрь-декабрь 2013 г. Выход книги «Цена свободы», автор Владимир Горячев. В форме автобиографического дневника автор рассказал о своём личном пути в Свободной зоне СНГ с момента её зарождения в 1997 году, до 2011 года — возвращения в Церковь саентологии.«Книга уникальна тем, что повествует о личном опыте автора, который с самого зарождения и следующие 13 лет состоял в Свободной зоне и был непосредственным участником многих знаковых событий этой группы в России и в Украине»[29]

## Особенности
Свободная зона не имеет единого управления, но представляет собой совокупность независимых течений, групп и отдельных людей, которые могут взаимодействовать друг с другом в совместных проектах. Такую систему члены СЗ называют сетью, и она выбрана сознательно как альтернатива иерархической схеме организации. Это позволяет СЗ объединять людей с разными подходами к использованию технологий и продолжению дела Рона Хаббарда.
В Свободной зоне можно выделить две различные тенденции:
1. Часть СЗ стремится практиковать саентологию стандартно, точно в том виде, как она существовала при жизни Л. Рона Хаббарда, в 1970-х годах. Такие организации могут в некоторых случаях использовать материалы других авторов (по юридическим причинам или в дополнение к уровням Хаббарда), однако отдают предпочтение стандартной технологии Хаббарда, когда её использование возможно.[31][32]
2. Другая часть СЗ стремится развивать саентологию, опираясь на призыв Хаббарда из первой книги «Дианетика»: «Ради бога, беритесь за дело и постройте лучший мост!»[33] Такие практикующие считают, что технология Хаббарда не идеальна и может быть улучшена в том или ином аспекте.

### Сторонники стандартной технологии

#### Организации Рона
Организации Рона (англ. Ron's Org, где Ron’s — сокращение от Ron’s Organization and Network for Standard Technology — "Сеть организаций Рона стандартной технологии") — течение СЗ,
наиболее широко представленное на пространстве России и стран СНГ (около 40 групп примерно в 25 городах).
Организации Рона практикуют стандартный мост Хаббарда до уровня OT 3 включительно,
уровни OT 4-7 предоставляются при необходимости. В качестве дальнейших практик используются уровни, разработанные Биллом Робертсоном (вплоть до OT 48).
 Для ознакомления начинающих с базовыми идеями учения могут дополнительно использоваться вводные материалы других авторов.
Обучением и кейс-супервизированием организаций Рона СНГ руководят Макс и Эрика Хаури. По данным организаций Рона, в 1978—1983 гг. (Эрика) и 1979—1983 гг. (Макс) они были сотрудниками Церкви саентологии в Берне (Швейцария), где достигли уровня одиторов класса IV. Покинув ЦС, они продолжили обучение и одитинг под руководством Дэвида Мэйо и Билла Робертсона.

#### FZAOINT
Free Zone Scientology Advanced Organisations International — «Международная сеть организаций Свободной Зоны». Практикует стандартную технологию Хаббарда.
Руководителем FZAOINT является Ральф Хилтон (Ralph Hilton), OT 8 и одитор класса 8.. По словам Р. Хилтона, в 1972—1982 гг. он был членом Морской организации в её подразделении «Флаг» (на корабле Аполло и в г. Клируотер), где достиг уровня OT 7 и стал одитором класса V.

#### I CAUSE
I CAUSE (рус. «Я — причина») — сокращение от «The International Church of Advanced Universal Spiritual Enlightenment» («Международная церковь продвинутого глобального духовного просветления»). Течение СЗ,
стремящееся к предоставлению стандартной технологии в той мере, насколько это возможно в соответствии с законодательством. До клира используются стандартные материалы Хаббарда. Вместо уровней OT применяется переработанный вариант — «Курс бессмертия» (Immortality Course).
Церковь заявляет о наличии организаций в 20 странах. Её лидер Томми Томпсон в 2003 г. читал лекции в Молдове.

#### IFA
International Freezone Association («Международная ассоциация Свободной зоны») — некоммерческая ассоциация, созданная в 2005 г. Ставит своей целью сохранение технологии и философии Рона Хаббарда в её точном, изначальном и действенном виде, её защиту от искажения и выхолащивания, а также её популяризацию.
Поддерживает стандартную технологию Хаббарда. Объединяет преимущественно группы и полевых одиторов из англоязычных стран.
IFA называет своим Хранителем технологии Пьера Этье́ (Pierre Ethier), одитора класса 12. По словам П. Этье, он с 1973 г. работал штатным сотрудником организаций ЦС в Монреале и г. Квебек, а затем вступил в Морскую организацию, где в подразделении «Флаг» стал одитором класса XII. В 1992 г. П. Этье покинул Церковь саентологии. В январе 2009 года приезжал в Москву, где встретился с саентологами СЗ.

#### Clearbird
Clearbird (рус. «Птица-клир») — автор ряда англоязычных учебников по стандартной технологии, написанных с целью популяризации технологии и свободно распространяемых в электронной форме. По словам автора, учебники составлены так, чтобы свести к минимуму известные в саентологии «препятствия в обучении».
По мнению IFA, это хорошее изложение теории и практики технологии, которое, тем не менее, не заменяет собственные материалы Хаббарда. Вместе с тем, IFA считает, что эти учебники позволяют сделать технологию доступной не только для богатейших людей Земли, что служит реализацией первого шага из письма Хаббарда «Сохранение действенности саентологии»: «1. Иметь технологию».

### Сторонники совершенствования технологии

#### Пилот
Пилот — псевдоним Кена Оггера (Ken Ogger), под которым он в 1997 г. выступил с призывом к реформе Церкви саентологии. Пилотом разработана технология самопроцессинга (применения процессов на основе саентологических принципов без участия одитора), которую он изложил в книге «Self Clearing» (в русских переводах «Самопроцессинг», «Самопрояснение»).
Работы Пилота переведены с английского на русский, немецкий, испанский и венгерский языки.

#### Л. Кин
Л. Кин (L. Kin) — выступающий под псевдонимом автор ряда книг. В произведениях «Саентология — больше, чем культ?» (1991) и «Саентология — практическое руководство» (1992) изложил своё видение истории саентологии, сделал обзор её основных идей и принципов, а также предложил собственную методику «одитинг постулатов».
Работы Л. Кина доступны на русском, немецком, английском, венгерском языках.

### Другие авторы

#### Рут Миншулл
Рут Миншулл (Ruth Minshull) — автор ряда книг о саентологии для начинающих, опубликованных в 1969—1973 гг. издательством Scientology Ann Arbor.
Наиболее известны её произведения «Как выбирать своих людей» (о шкале эмоциональных тонов) и «Чудеса за завтраком» (о воспитании детей).
Работы Рут Миншулл используются Организациями Рона в рамках отделения 6 (распространение саентологии и вводные курсы), а также предлагаются издательством Gold Century Press под эгидой IFA. Они доступны на русском, английском, немецком, венгерском языках.

## Отношения Свободной Зоны и Церкви саентологии
Церковь считает всех последователей Свободной Зоны «сквирелами» (от англ. squirrel — белка) — это саентологический термин, обозначающий тех, кто использует саентологию нестандартными способами. Это понятие предполагает негативное отношение и по смыслу близко к слову «еретик».
Л. Р. Хаббард называл искажения саентологии сквирелингом и дал этому слову такое определение, негативно отзываясь об этом явлении:

«На протяжении нескольких лет у нас было слово „сквирелинг“. Оно означает искажение саентологии, необычные практики. Это — плохое явление.» — ИП ОХС от 14 февраля 1965 «Сохранение технологии».
Оригинальный текст (англ.)
«For some years we have had a word „squirreling.“ It means altering Scientology, offbeat practices. It is a bad thing.» - HCO PL 14 February 65 Safeguarding Technology 

«Уверенность, что можно урегулировать кейсы, зависит в основном от хорошего обучения и точного применения технологии. Может быть очень много техник для применения, но определённым пунктом является точное применение технологии. „Сквиреллинг“ — это в действительности не просто другие процессы — это процедура одитинга, которая проводится беспечно, или которая не завершается, или в которой все перепутано.» — ИП ОХС от 15 января 1970 II «Урегулирование с помощью одитинга».
Оригинальный текст (англ.)
«The certainty that one can handle cases depends in the main upon good training and exact application of the technology. There can be an awful lot of tech to apply but the point is to apply the tech that is applied with exactness. ”Squirreling” is not really different processes—it is careless, incomplete, messed up auditing procedure.» - HCO PL 15 Jan 70 II 

С другой стороны, представители СЗ заявляют об искажениях саентологии в Церкви Саентологии, указывая на изменения в её материалах по сравнению с прижизненными изданиями Хаббарда.

В западных странах Церковь саентологии использовала против различных групп Свободной Зоны законы об авторском праве и товарных знаках. Например, в 2000 г. Центр религиозных технологий предпринял попытку отобрать доменное имя www.scientologie.org у организаторов Свободной Зоны с помощью Всемирной организации интеллектуальной собственности (WIPO). Попытка не удалась, потому что право ответчика на слово «scientologie», входящее в название книги[уточнить] и правами на которую эксклюзивно владел ответчик, оказалось старее права истца на зарегистрированную им торговую марку «scientologie».
В связи с юридическими преследованиями некоторые члены Свободной Зоны (в первую очередь в США) избегают использования товарных знаков, зарегистрированных Церковью саентологии, включая само слово «саентология». С другой стороны, ряд представителей СЗ считают, что религиозная деятельность не относится к сфере действия товарных знаков.

Многие сторонники Свободной Зоны заявляют, что любой желающий вправе практиковать учение Л. Рона Хаббарда независимо от наличия санкции Церкви.
В подтверждение этого они цитируют высказывание самого Хаббарда о Дианетике и возможном запрете её использования:

Нигде не существует никакого законодательства, касающегося Дианетики, поскольку никакой закон не может запретить одному человеку сесть напротив другого и рассказать ему о своих неприятностях, и если кто-либо желает монополизировать Дианетику, будьте уверены, что он хочет сделать это в целях наживы и его мотивы никак не связаны с Дианетикой.
Л. Рон Хаббард, Дианетика: современная наука о разуме (1950)
Оригинальный текст (англ.)
Dianetics is not in any way covered by legislation anywhere, for no law can prevent one man sitting down and telling another man his troubles, and if anyone wants a monopoly on dianetics, be assured that he wants it for reasons which have to do not with dianetics but with profit.
L. Ron Hubbard, Dianetics: The Modern Science of Mental Health (1950)

## Критика
Л. Р. Хаббард многократно порицал в своих трудах искажения дианетики и саентологии и заявлял, что только он сам является источником дианетики и саентологии.

«Я являюсь источником технологии дианетики и саентологии, ноу-хау и формы организации.» — ИД ЛРХ 67 Межд. от 20 декабря 1969
Оригинальный текст (англ.)
"I am the source of Dianetics and Scientology tech, know-how and org form." - L. R. Hubbard
LRH ED 67 INT 20. December 69 

3 февраля 1983 года Л. Р. Хаббард написал заявление, заверенное Верховным судом штата Калифорния, в котором он выразил полную поддержку Центру религиозной технологии (ЦРТ), передав ему все права на религиозные торговые знаки.

«Я передал свои религиозные торговые знаки Центру религиозной технологии.» — Л. Р. Хаббард, 3 февраля 1983, Декларация Л. Рона Хаббарда.
Оригинальный текст (англ.)
"I have transferred my religious trademarks to the Religious Technology Center." - L. R. Hubbard, 3 Feb 83, Declaration of L. Ron Hubbard.

Позже Хаббард выпустил Вестник Рона 38, в котором публично заявил о своей поддержке ЦРТ, описав его как «основную движущую силу для улаживания групп сквирелов в международном масштабе», осудил провалившиеся нападки на Международное управление саентологии, совершенные теми самыми людьми, которые рекламируются Свободной Зоной.

«Мой искренний совет: имейте дело или присоединяйтесь только к тем организациям, которые получили лицензию от ЦРТ, только с теми одиторами, которые находятся на хорошем счету у Церкви. Не слушайте ложные заявления плохих людей, и таким образом на самом деле очистите планету.» — Л. Рон Хаббард, Вестник Рона 38.
Оригинальный текст (англ.)
"My earnest advice is: Only deal with or associate with those organizations licensed by RTC and auditors in good standing with the Church: close your ears to false statements made by bad hats and thus really clear the planet." - L. R. Hubbard, Ron’s Journal 38

### Сторонники
1. Бернд фон Виттенбург. Шах планете Земля = Schach der Erde. — М.: Новая Планета, 1998. — ISBN 5-89776-001-2.
2. Пилот. Самопроцессинг. Методическое пособие по самопросветлению. — М.: Новая Планета, 2000. — ISBN 5-89776-007-1. (другие переводы в электронном виде)
3. L. Kin. Scientology — More Than A Cult? — Germany: Edition ScienTerra, 1991. — ISBN 3-922367-26-7.
4. L. Kin. Scientology: A Handbook For Use. — Germany: Edition ScienTerra, 1992. — ISBN 3-922367-27-5.

### Противники в других течениях саентологии
1. Владимир Горячев. Цена свободы — Севастополь 2013[85]

### Нейтральные источники
1. Humbert, Claude-Alain. Religionsführer Zürich. — Zürich: Orell Füssli Verlag, 2004. — 606 с. — ISBN 3-280-05086-3. (обзор религиозных движений г. Цюрих, Швейцария, в котором одна из глав посвящена Свободной зоне.[86]).

### Последователи Свободной зоны
- Сеть организаций Рона стандартной технологии — Центральный сайт сообщества из более 40 групп в России, на Украине, в Белоруссии, Казахстане.
- Раздел «Свободная зона» в каталоге сайтов DMOZ — более 30 других сайтов (в том числе рассылки и форумы, приборы).

### Критика
- Lars Najbjerg — англоязычный сайт Ла́рса На́йбьерга, прихожанина Церкви саентологии, Посланника OT и Патрона Международной ассоциации саентологов.
- «Freezone Survivors» Association — сайт бывших последователей Свободной Зоны.
- Scientology Parishioners League — Лига прихожан саентологии, «Разоблачение Свободной Зоны».

### Нейтральные источники
- The Beginners Guide To L. Ron Hubbard — документальный фильм 4 канала (Channel 4) телевидения Великобритании о саентологии и Свободной зоне, показанный 4 сентября 2006 г.[87] Примерно половина фильма снята в России, в учебном лагере организаций Рона. (Описание фильма на сайте канала  (недоступная ссылка) (англ.), видео с русским переводом  (недоступная ссылка))